# Rückfahrscheinwerfer

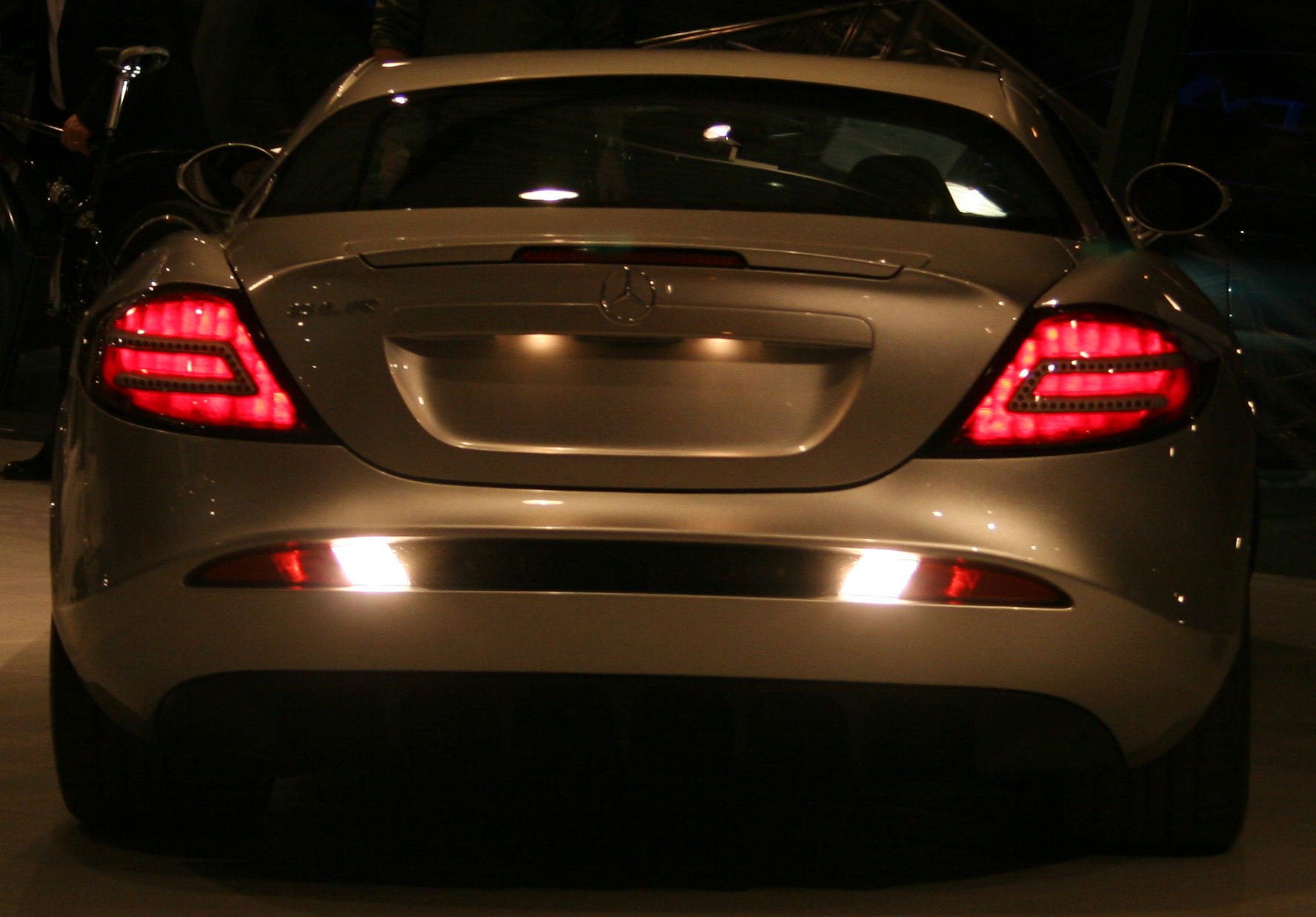
Mercedes Benz SLR McLaren mit eingelegtem Rückwärtsgang

Der Rückfahrscheinwerfer (in der Schweiz Rückfahrlicht) gilt als lichttechnische Einrichtung eines Fahrzeuges. 
In Deutschland ist es nach Straßenverkehrszulassungsordnung (StVZO) § 52a „eine Leuchte, die die Fahrbahn hinter und gegebenenfalls neben dem Fahrzeug ausleuchtet und anderen Verkehrsteilnehmern anzeigt, dass das Fahrzeug rückwärts fährt oder zu fahren beginnt.“

## Gesetzliche Aspekte

### Situation in Deutschland
Obgleich lichttechnische Einrichtungen eines Fahrzeuges regelmäßig im Rahmen der Hauptuntersuchung nach StVZO und Fahrzeugteileverordnung (FzTV) zu prüfen sind, so haben sie bei Verbau den Regelungen der Economic Commission for Europe für Kraftfahrzeuge und ihre Anhänger (kurz: ECE-Regelungen) zu entsprechen.
Zum Verständnis sei an dieser Stelle erwähnt, dass die ECE-Regelungen in Zusammenarbeit mit den Europäischen Staaten entstanden sind und somit prinzipiell als Grundlage der StVZO zu sehen sind. Praktisch spiegelt sich dies auch in den Umfängen der jeweiligen Werke wider: Wo sich die StVZO § 52a für Rückfahrscheinwerfer auf zirka eine halbe DIN-A4-Seite beschränkt, umfasst die ECE-R 23 derzeit zum gleichen Thema etwas über 60 Seiten, hinzu kommt ein Teil der ECE-R 48, die ebenfalls relevant für diese Einrichtung ist.
Auch für Rückfahrscheinwerfer beschreibt die ECE-Regelung alle zulassungsrelevanten Themengebiete. Sie regelt wie viel Leuchten bei welcher Fahrzeugklasse zulässig sind und beschreibt wo (Richtung und Abstand) und wie (Art und Weise) die Leuchte zu befestigen ist. Des Weiteren regelt die ECE die lichttechnischen Aspekte der Leuchte und legt somit fest, welche Bereich rund um das Fahrzeug beleuchtet werden müssen, welche Bereiche beleuchtet werden können und welche Bereiche nicht beleuchtet werden dürfen. Die ECE beschreibt den zulässigen Farbort des ausgesendeten Lichtes, wie die Leuchte zuzulassen ist und mit welchen Maßnahmen der Hersteller seine Produktion zu kontrollieren hat.
Seit dem 30. Januar 2011 müssen alle neu oder wieder zugelassene Anhänger mit einem zulässigen Gesamtgewicht von mehr als 750 kg (EG-Fahrzeugklasse O2 oder höher) über ein funktionsfähiges Rückfahrlicht verfügen. Der dafür nötige Kontakt kann durch die 7-polige Steckverbindung nach ISO 1724 nicht bereitgestellt werden.
Damit muss zwingend eine weitere Steckverbindung nach ISO 3732 oder eine 13-polige nach ISO 11446 verbaut sein.

## Historie
Rückfahrscheinwerfer waren ursprünglich separate Zubehörteile, die an die Stoßstange oder die Karosserie geschraubt wurden. Heute sind Rückfahrscheinwerfer bei Pkw allgemein in die Rückleuchteneinheit integriert.
Eine Pflicht für das Vorhandensein mindestens eines Rückfahrscheinwerfers bei Pkw besteht in Deutschland seit 1. Januar 1987.

## Einzelbelege
1. ↑  Regelung Nr. 48 (PDF) der Wirtschaftskommission der Vereinten Nationen für Europa (UN/ECE) — Einheitliche Bedingungen für die Genehmigung der Fahrzeuge hinsichtlich des Anbaus der Beleuchtungs- und Lichtsignaleinrichtungen, gültig ab 30. Januar 2011, PDF, abgerufen am 25. April 2016. Abschnitt 6.4 Rückfahrscheinwerfer an Anhängern (Regelung Nr. 23)
2. ↑  Rückfahrscheinwerferpflicht (Memento des Originals vom 13. Januar 2012 im Internet Archive)  Info: Der Archivlink wurde automatisch eingesetzt und noch nicht geprüft. Bitte prüfe Original- und Archivlink gemäß Anleitung und entferne dann diesen Hinweis. (PDF-Datei; 105 kB)